# 27003 Katoizumi
27003 Katoizumi este un asteroid din centura principală de asteroizi.

## Descriere
27003 Katoizumi este un asteroid din centura principală de asteroizi. A fost descoperit pe 21 februarie 1998 la Kuma Kogen de Akimasa Nakamura. Asteroidul prezintă o orbită caracterizată de o semiaxă mare de 3,07 ua, o excentricitate de 0,17 și o înclinație de 4,0° în raport cu ecliptica.